# Rattus sordidus ariama
Rattus sordidus ariama is een ondersoort van de Rat Rattus sordidus die voorkomt in zuidelijk Midden-Nieuw-Guinea. Ondanks zijn verspreiding daar lijkt hij meer op R. s. sordidus uit Australië dan op R. s. gestri uit andere delen van Nieuw-Guinea. Deze ondersoort leeft in graslanden.
De vacht is hard en stekelig. De rug is donkerbruin. De stekels zijn vrij fijn en flexibel. De oren zijn bedekt met bruine haren. De flanken zijn grijsbruin. De buik is gemengd crèmekleurig en grijs. De staart is bruin en vrij harig. De voeten zijn bedekt met vuil witte haren, vaak vermengd met grijze haren. Jonge dieren hebben, een zachtere, niet stekelige, minder grijze vacht. De kop-romplengte bedraagt 142 tot 220 mm, de staartlengte 103 tot 166 mm en de achtervoetlengte 27 tot 36 mm. Vrouwtjes hebben 3+3=12 mammae.